# Scientias.nl
Scientias.nl is een Nederlandse populair-wetenschappelijke nieuwssite. Op de nieuwssite zijn artikelen te vinden over astronomie, ruimtevaart, psychologie, geschiedenis, natuur, klimaat, gezondheid en technologie.

## Geschiedenis
Scientias.nl werd in 2009 opgericht door de studenten journalistiek Tim Kraaijvanger en Caroline Hoek. In juli 2024 werd Scientias.nl overgenomen door PXR Media B.V..

### Spin-off
Twee jaar na de start van Scientias.nl begon de spin-off Futuras.nl, een blog over innovatie en duurzaamheid. Dit blog werd een paar maanden na de start offline gehaald wegens tegenvallende bezoekerscijfers. In het huidige Scientias.nl is de rubriek Green Tech opgenomen, die de onderwerpen van Futuras.nl behandelt.